# Elezioni presidenziali in Ciad del 2011
Le elezioni presidenziali in Ciad del 2011 si tennero il 25 aprile.

## Risultati
| Idriss Déby           | Movimento Patriottico di Salvezza                  | 2 503 813 | 88,66 |  |  |  |  |  |
| Albert Pahimi Padacké | Raggruppamento Nazionale per la Democrazia in Ciad | 170 182   | 6,03  |  |  |  |  |  |
| Nadji Madou           | Alleanza Socialista per il Rinnovamento Integrale  | 150 220   | 5,32  |  |  |  |  |  |
| Totale                | Totale                                             | 2 824 215 | 100   |  |  |  |  |  |
|                       |                                                    |           |       |  |  |  |  |  |
| Voti non validi       | Voti non validi                                    | 355 111   | 11,17 |  |  |  |  |  |
| Votanti               | Votanti                                            | 3 179 326 |       |  |  |  |  |  |